# Les Crannibales
Les Crannibales est une série de bande dessinée humoristique qui raconte les aventures d'une famille de cannibales pour trouver de quoi manger. Créée par le scénariste Zidrou, le dessinateur Jean-Claude Fournier et la coloriste Anne-Marie d'Authenay, elle a été publiée dans l'hebdomadaire Spirou de 1995 à 2005 et recueillie en huit albums par Dupuis.

## Historique de publication
Les Crannibales paraît dans l'hebdomadaire jeunesse belge Spirou à partir du no 3008 daté du 6 décembre 1995. Son scénariste, le Belge Zidrou, commençait à être connu pour sa série L'Élève Ducobu, créée trois ans plus tôt. Son dessinateur, le Français Jean-Claude Fournier, est quant à lui un vétéran de Spirou, où il avait créée Bizu en 1967 et surtout repris Spirou et Fantasio en 1969,. Pour Les Crannibales, Fournier adopte un nouveau style graphique.
La publication de la série dans Spirou se poursuit jusqu'au no 3519 daté du 21 septembre 2005,. De 1998 à 2005, elle est recueillie par Dupuis en huit albums dont la couverture présente la particularité d'avoir un morceau manquant découpé en forme de morsure. La raison de la fin de la série est son manque de succès.
Une intégrale en deux volumes est publiée en 2017 et 2019, introduite par un dossier de Boris Henry, et comprenant une conclusion inédite,.

## Synopsis
Les Ducroc sont une famille d’anthropophages qui piègent leurs victimes dans le but de les manger. Les plats sont toujours des jeux de mots mélangeant des plats réels et les mœurs alimentaires des Ducroc.

## Personnages
- Gilbert Ducroc : le père.
- Mireille Ducroc : la mère.
- Betty : la fille aînée, qui use souvent de ses charmes pour attirer ses victimes dont les garçons.
- Popol : le fils cadet, qui a toujours la mine renfrognée et qui n’apprécie que très rarement les plats mitonnés par sa mère.
- Bébé : le benjamin.
- Hanka : un réfugié vietnamien adopté par les Ducroc, qui doit rivaliser d'ingéniosité quand sa famille adoptive cherche à le manger en cas de disette. Mais ils finiront par l'aimer comme un membre à part entière. De plus, c'est lui qui attire les victimes féminines pour les manger
- Ratiche : le chien de la famille Ducroc, qui a les mêmes goûts que ses maîtres.
- Monsieur Folichon : voisin de la famille Ducroc, seul personnage extérieur au courant de leurs mœurs alimentaires. Tente souvent de les dénoncer, mais personne ne le prend jamais au sérieux. Il n'y a eu qu'une seule fois où il décide de ne pas les dénoncer, c'est quand il a mélangé les deux adresses pour se débarrasser de sa belle-mère.

## Publications

### Périodiques
- Les Crannibales, 234 récits numérotés et plusieurs couvertures et illustrations dans Spirou, 1995-2005[1].

### Albums
- Les Crannibales, Dupuis :

1. À table !, 1998  (ISBN 2800125829).
2. On mange qui, ce soir ?, 1999  (ISBN 2800125950).
3. Pour qui sonne le gras ?, 1999  (ISBN 2800127872).
4. L’Aile ou la cuisse ?, 2000  (ISBN 2800129425).
5. Crannibal pursuit, 2001  (ISBN 2800130970).
6. Abracada… Miam !, 2002  (ISBN 2800132450).
7. Crunch !, 2003  (ISBN 2800133570).
8. Pêche au gros, 2005  (ISBN 280013514X).

- Les Crannibales : Intégrale, Dupuis :

1. Intégrale 1 : 1995-2000, 2017  (ISBN 9782800170213).
2. Intégrale 2 : 2000-2005, 2019  (ISBN 9782800174945).